# Al-Shamal SC Stadium
Al-Shamal SC Stadium – stadion piłkarski w Ar-Ruwajs, stolicy prowincji Asz-Szamal, w Katarze. Jego pojemność wynosi 5000 widzów. Powstał w latach 2008–2011. Na obiekcie swoje spotkania rozgrywa klub Al-Shamal SC. Stadion wyróżnia się nietypową architekturą – obiekt otaczają mury, a za narożnikami znajdują się cztery baszty. Całość imituje nieodległy fort w Zubarze.